# مرشح منطبق
المرشح المنطبق أو المرشح المطابق في معالجة الإشارات، يتم إعطاء مُخرج المرشح المطابق عن طريق ربط إشارة متأخرة معروفة، أو «قالب» ، بإشارة غير معروف لاكتشاف وجود القالب في الإشارة غير المعروفة. المرشح المطابق هو المرشح الخطي الأمثل لتعظيم «نسبة الإشارة إلى الضوضاء» (SNR) في وجود ضوضاء عشوائية مُضافة.
تُستخدم المرشحات المُنطبقة بشكل شائع في الرادار، حيث يتم إرسال إشارة معروفة، ويتم فحص الإشارة المنعكسة بإستخدام مرشح منطبق بحثًا عن العناصر المشتركة للإشارة المُرسلة الأصلية بإستخدام إشارة إرسال مُتأخرة. يُعد «ضغط النبضة» مثالاً على المرشح المتطابق. يطلق عليه ذلك لأن الاستجابة النبضية تتطابق مع إشارات النبض المُدخلة. تُستخدم المرشحات المتطابقة ثنائية الأبعاد بشكل شائع في معالجة الصور، على سبيل المثال، لتحسين نسبة الإشارة إلى الضوضاء (SNR) أو لرصدات الأشعة السينية، إلخ.